# 探検の一覧
重要な探検 を年代順に掲載している。
| 探険 | 時期           | 探検者 |
| --- | -------------- | --- |
| 北西アフリカ海岸 (西アフリカ) | 紀元前500年頃  | 航海者ハンノ                                                                                               |
| 地中海 | 紀元前5世紀    | 航海者ヒミルコ                                                                                             |
| ヨーロッパ西方からトゥーレ島へ | 紀元前330年頃  | マッシリアのピュテアス                                                                                     |
| グリーンランド | 900            | Gunnbjörn Ulfsson                                                                                          |
| アメリカ (北アメリカ) | 999            | レイフ・エリクソン                                                                                         |
| ブラジル (南アメリカ) - 異論あり | 14世紀と推測   | アブバカリ2世                                                                                              |
| サヘル諸王国 | 1351-1354      | イブン・バットゥータ                                                                                       |
| 恒常風（偏西風と北東貿易風）と北大西洋環流を使ったヴォルタ・ド・マール。サルガッソ海、マデイラ諸島、アゾレス諸島、アフリカ西岸。カーボベルデ。                             | 1427-1460      | ポルトガル人の、もしくはポルトガルによって派遣された複数の航海者。多くはエンリケ航海王子の後援を受けていた |
| コンゴ川、アンゴラ、ナミビア | 1482-1485      | ディオゴ・カン                                                                                             |
| 南アフリカ。大西洋からインド洋への航路。南大西洋ヴォルタ・ド・マール | 1482-1485      | バルトロメウ・ディアス                                                                                     |
| カリブ海地域, ベネズエラ (南アメリカ)、中央アメリカ。北大西洋航路のヴォルタ・ド・マール                                                                                    | 1493-1502      | クリストファー・コロンブス                                                                                 |
| 大西洋 (別のヴォルタ・ド・マール) とインド洋, インド (ヨーロッパからアジア)への海路                                                                                        | 1497-1499      | ヴァスコ・ダ・ガマ                                                                                         |
| ブラジル、南大西洋のヴォルタ・ド・マール, インド洋, マダガスカル, 紅海の入口 (バブ・エル・マンデブ海峡 ); インド。ヨーロッパ、アメリカ、アフリカ、アジアが航路で結びついた | 1500-1501      | ペドロ・アルヴァレス・カブラル、ディオゴ・ディアス、その他                                                 |
| ティモール島, モルッカ諸島 (オーストララシア - 太平洋) | 1512-1513      | アントニオ・デ・アブレウ と フランシスコ・セラーン                                                         |
| 世界一周。大西洋から太平洋への航路 (アメリカからアジア) | 1519-1522      | フェルディナンド・マゼラン、フアン・セバスティアン・エルカーノ                                             |
| メキシコ | 1519-1521      | エルナン・コルテス                                                                                         |
| ブラジル、パラグアイ、ボリビア、インカ帝国東部 | 1525-1527      | Aleixo Garcia                                                                                              |
| フロリダからカリフォルニア湾まで北アメリカを陸路で横断 | 1528           | アルバル・ヌニェス・カベサ・デ・バカ                                                                       |
| ペルー、インカ帝国、エクアドル | 1531-1534      | フランシスコ・ピサロ                                                                                       |
| エクアドル、ブラジル、アマゾン川の全長 | 1531-1534      | フランシスコ・デ・オレリャーナ                                                                             |
| カナダ、セントローレンス川 | 1534-1542      | ジャック・カルティエ                                                                                       |
| コロンビア、ムイスカの征服（Spanish conquest of the Muisca） | 1536-1537      | Gonzalo Jiménez de Quesada                                                                                 |
| 太平洋のヴォルタ・ド・マール (アジアからアメリカへ) | 1564-1565      | アンドレス・デ・ウルダネータ                                                                               |
| ガラパゴス諸島, イースター島 | c. 1480        | トゥパック・インカ・ユパンキ(スペイン人による探険は1594-1597)                                              |
| 北方, カナダ (ハドソン湾) | 1574-1631      | ヘンリー・ハドソン                                                                                         |
| 北北方, カナダ (ハドソン湾)方 | 1594-1597      | ウィレム・バレンツ                                                                                         |
| シベリアと太平洋岸 | 1649-1641      | イヴァン・モスクヴィチン                                                                                   |
| オセアニア | 1642-1643      | アベル・タスマン                                                                                           |
| ブラジル(完全に一周した)、パラグアイ、ボリビア、ペルー。ラプラタ盆地からアンデス山脈とアマゾン川の河口の連絡                                                               | 1648-1651      | アントニオ・ラポソ・タヴァレス                                                                             |
| オセアニア | 1768-1779      | ジェームズ・クック                                                                                         |
| 太平洋、西アラスカ、極東ユーラシア海岸 | 1771           | モーリツ・ベニョヴスキー                                                                                   |
| ハワイ諸島 | By c. 800      | ハワイロア (伝承)                                                                                          |
| 中央アメリカとラテンアメリカ | 1799-1803      | アレクサンダー・フォン・フンボルト                                                                         |
| 太平洋岸北西部 | 1804-1806      | ルイス・クラーク探検隊                                                                                     |
| 北磁極 | 1831-06-01     | ジェイムズ・クラーク・ロス                                                                                 |
| オーストラリア大陸 | c. 1640        | マッカサル族。タスマンに先行                                                                               |
| アフリカ内陸部 | 1851-1873      | デイヴィッド・リヴィングストン                                                                             |
| バーク・ウィルズ探検隊 (中央オーストラリア) | 1860-1861      | ロバート・オハラ・バーク（Robert O'Hara Burke）とウィリアム・ジョン・ウィルズ（William John Wills）        |
| ザンベジ川流域の探険。 中央アフリカ、アンゴラ、モザンビーク、ザンビア、ザイール                                                                                            | 1877           | Serpa Pinto                                                                                                |
| 北東航路 | 1878-1879      | アドルフ・エリク・ノルデンショルド                                                                         |
| 北西航路 | 1903-1906      | ロアール・アムンセン                                                                                       |
| 南磁極 | 1909年1月16日  | ダグラス・モーソン、Edgeworth David、Alistair Mackay                                                       |
| 北極点 | 1909年4月6日   | ロバート・ピアリー                                                                                         |
| 南極点 | 1911年12月14日 | ロアール・アムンセン                                                                                       |
| 南極点 | 1912年1月17日  | ロバート・スコット                                                                                         |
| エベレスト登頂 | 1953年5月29日  | エドモンド・ヒラリーとテンジン・ノルゲイ                                                                   |
| 月 | 1969年7月20日  | ニール・アームストロング、マイケル・コリンズ、バズ・オルドリン (アポロ11号)                                |
| 火星 | 1960年～現在   | アメリカ航空宇宙局および他の宇宙機関の探査ロボット                                                         |